# United States Exploring Expedition, vol. XV
United States Exploring Expedition (abreviado U.S. Expl. Exped., Phan.) es un libro con ilustraciones y descripciones botánicas que fue escrito por el naturalista, médico y considerado el botánico estadounidense más importante del siglo XIX Asa Gray. Fue publicado en Filadelfia en el año 1854 con el nombre de United States Exploring Expedition. During the years 1838, 1839, 1840, 1841, 1842. Under the Command of Charles Wilkes, U.S.N. vol. XV. Botany. Phanerogamia by Asa Gray with a Folia Atlas of 100 Plates. Part 1.